# 萩往還

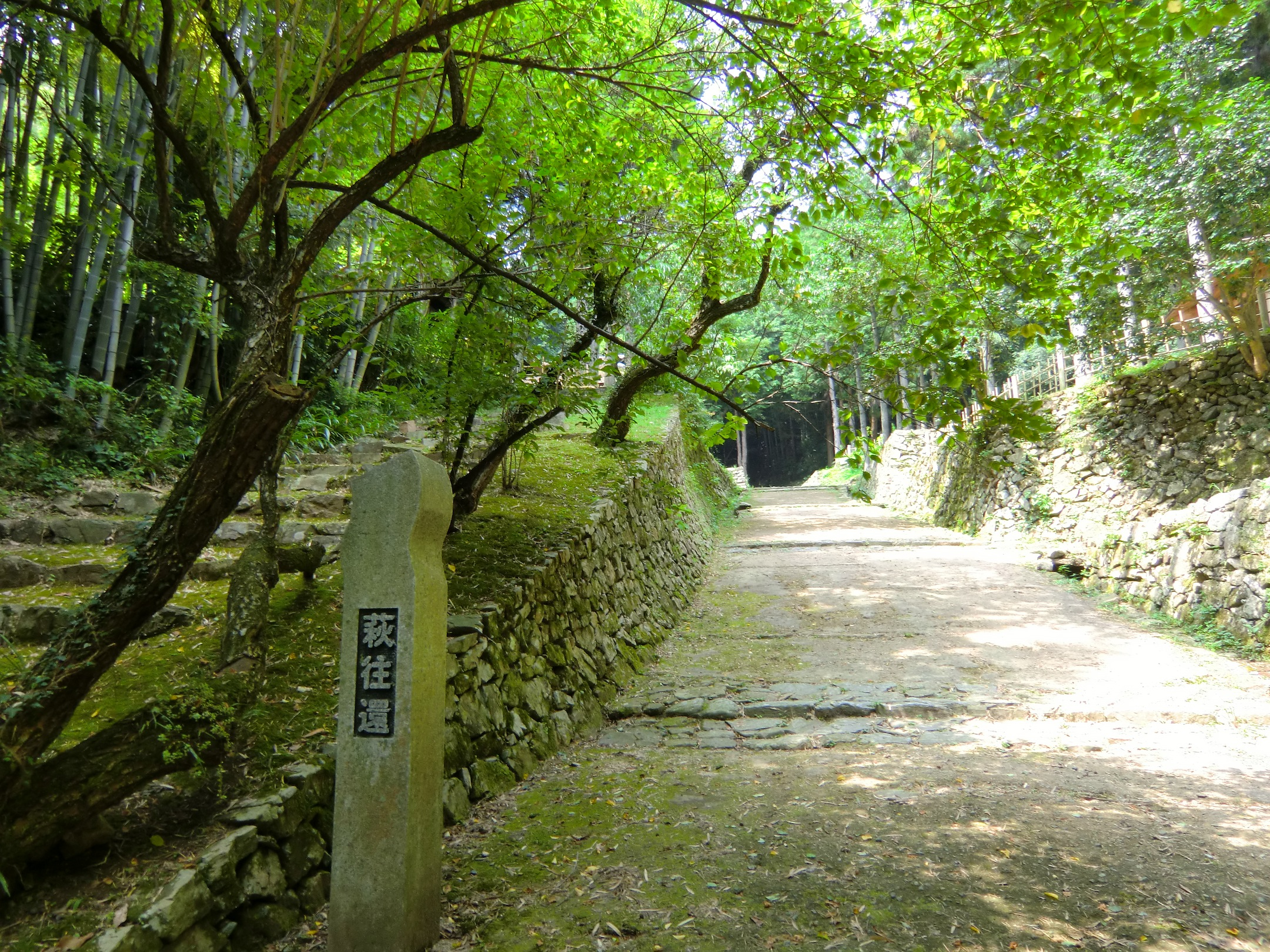
萩往還（山口市）

萩往還（はぎおうかん）は、江戸時代に整備された街道の一つ。長門国の城下町である萩（現在の山口県萩市）と周防国三田尻（現在の山口県防府市）とをほぼ直線に結ぶ全長約53km（厳密には52.7km）の街道であった。

## 概要
江戸時代以前から部分的に使われていた道を、関ヶ原の戦いで敗れた毛利氏（長州藩）が萩城に居を移した後の慶長9年（1604年）に、道幅二間（4m）の重要道路として整備した。城下町萩の唐樋にある札場（高札場）を起点に、明木（萩市）、佐々並（萩市）、山口（山口市）を経由して三田尻に至る。主要街道である西国街道（山陽道）とを結ぶ参勤交代道であると同時に、日本海側の萩と瀬戸内海側の商港であった中関港とを結ぶ役割もあり、石畳・立場・一里塚・往還松などが設けられていた。幕末には志士たちが往来するなどしていたが、明治時代以降は利用者が減って道も荒れ、険しい山道など一部はそのまま廃道となった。

### 現在
現在は萩往還のルートの大部分は、国道262号（萩市佐々並と山口市の間は山口県道62号山口旭線）として整備されており、萩市・山口市・防府市を結ぶ重要な幹線道路となっている。萩市明木地区・佐々並地区には当時の萩往還の遺構が一部残されており、昭和52年より復元・整備が始められ、萩市から防府市に至る古道と関連遺跡が平成元年（1989年）に「萩往還」の名称で国の史跡に指定された。また、平成8年（1996年）には文化庁選定の歴史の道百選に、平成16年（2004年）には萩-山口間が美しい日本の歩きたくなるみち500選に選ばれている。平成19年（2007年）9月に日本風景街道に登録されている。平成23年（2011年）6月に、佐々並地区が『萩市佐々並市伝統的建造物群保存地区』として国の重要伝統的建造物群保存地区に選定された。

## 主な関連史跡

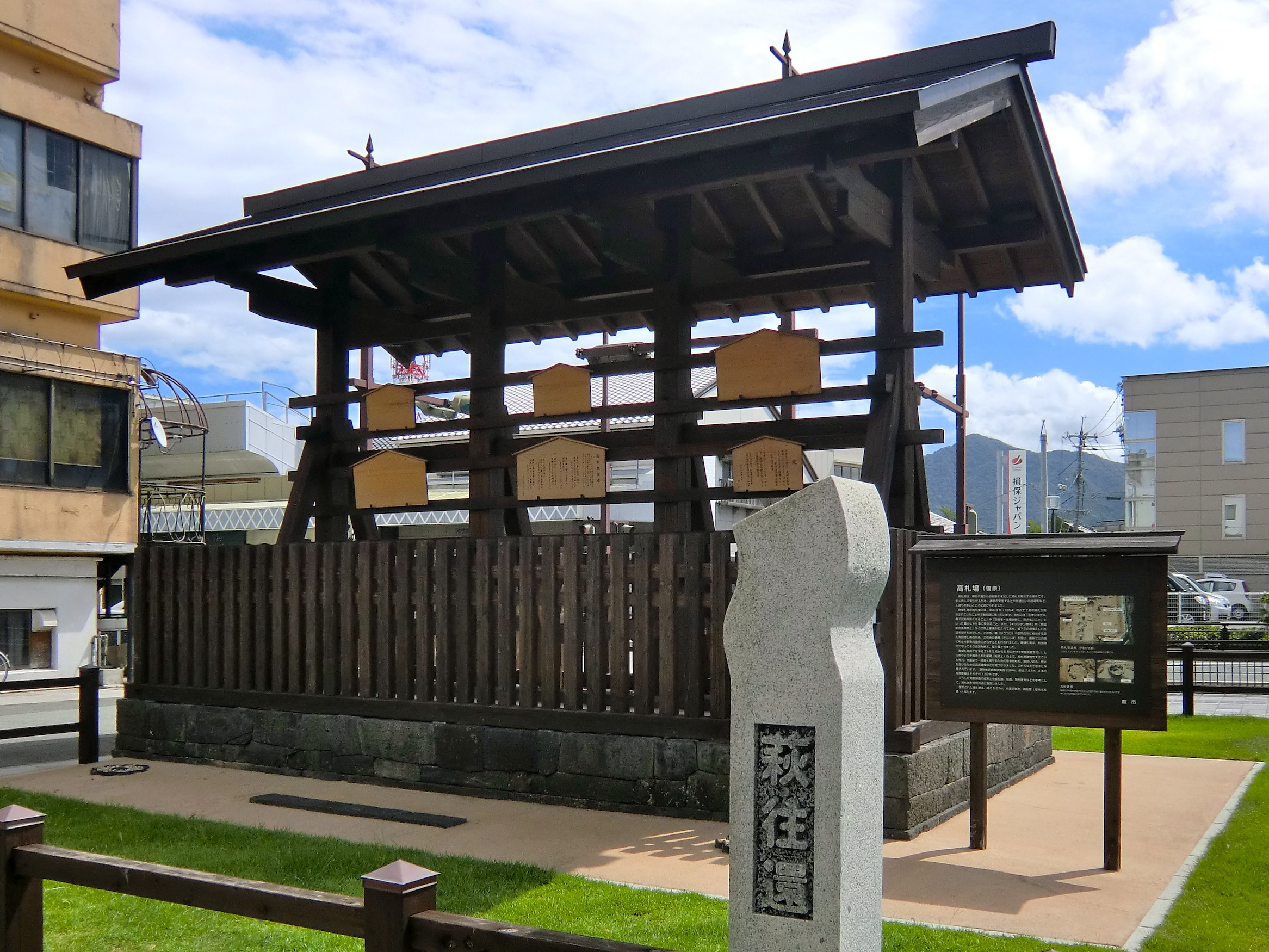
復元された唐樋札場跡

### 萩市
- 唐樋札場跡：萩の中心部にあった高札場跡。萩と三田尻を結ぶ萩往還の起点であり、周防国・長門国の一里塚の基点。明治維新後に取り壊されたが、平成22年（2010年）4月に復元され[8]、翌平成23年（2011年）2月に国の史跡「萩往還」に関連遺跡として追加指定された[9]。

- 涙松遺址：萩往還の往来者が涙を流したと言い伝えられる松並木跡。萩を出発した者は別れを惜み、萩に帰ってきた者は嬉しくて涙を流したとされる。また、安政の大獄により江戸に送られることとなった吉田松陰が残した歌の碑も建てられている[10]。国の史跡「萩往還」に含まれる[11]

- 悴坂一里塚：（かせがさか-）唐樋札場から最初の一里塚。国の史跡「萩往還」に含まれる。

- 一升谷の石畳：長く急勾配の続く谷に造られた道。雨によって道が崩れるのを防ぐために石畳[12]が、幅1ｍ・長さ38ｍに渡って残っている。炒り豆を食べながら歩くと坂を上りきるまで一升も食べてしまうと言われることが名前の由来。

- 落合の石橋：萩往還のほぼ中間点に位置し、佐々並川の支流である落合川に架かる長さ2.4ｍ・幅1.7ｍの石橋。石造りの刎橋で、萩周辺で多く見られる特有の構造をしており、国の登録有形文化財に登録されている[13]。

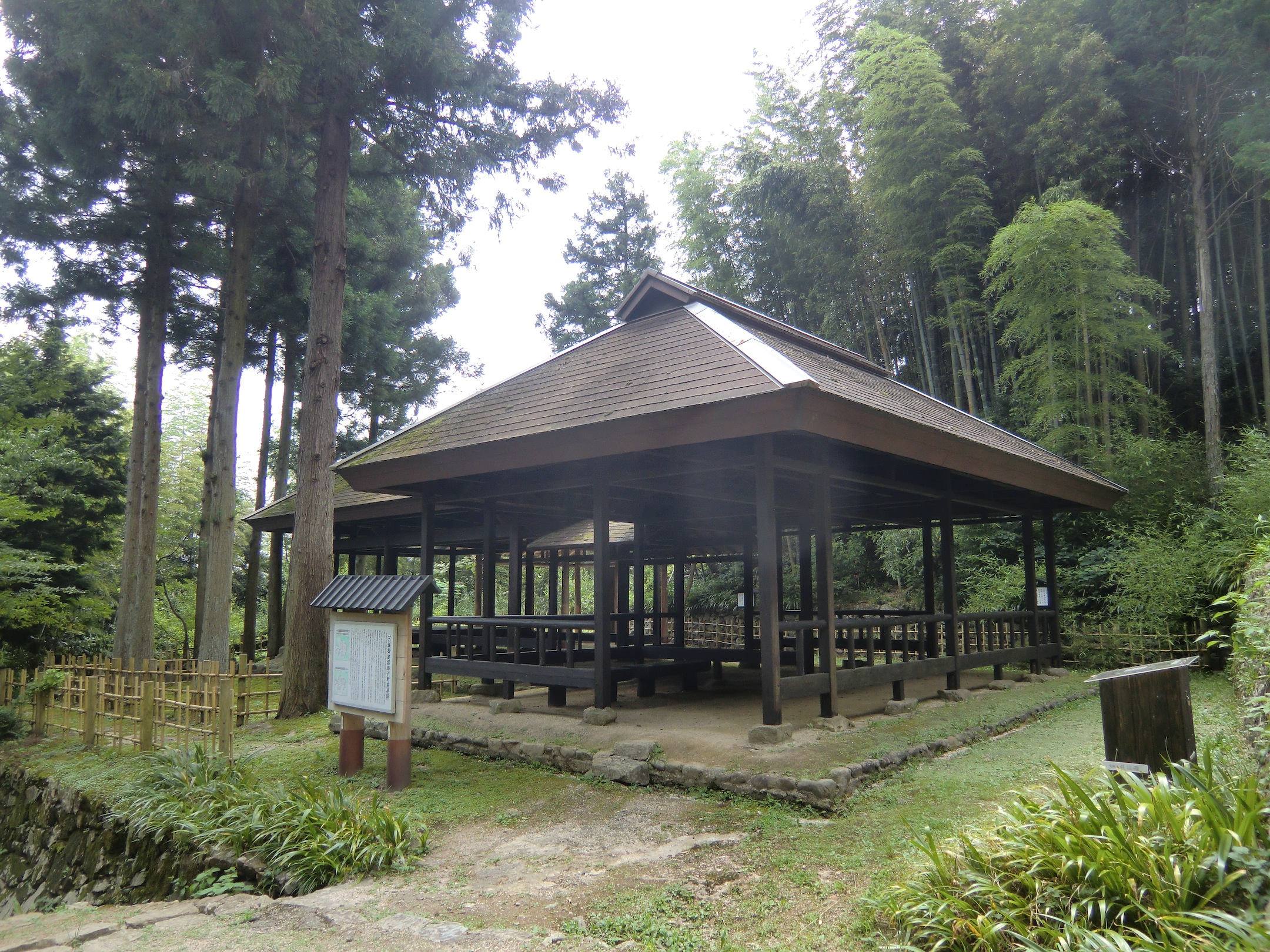
復元された一の坂駕籠建場跡

### 山口市
- 国境の碑：長門国（阿武郡）と周防国（吉敷郡）の国境を示す花崗岩の碑。石碑には文化5年（1808年）に建立されたと刻まれているが、宝暦年間に作成と思われる古絵図には既に示されていることから、現存する石碑は建て替えられたものと推定される。国の史跡「萩往還」に含まれる。

- 六軒茶屋跡・ 一の坂駕籠建場跡：萩往還最大の難所とされる一の坂（一番険しい坂の意味[1]）に設けられた休息所。名前の由来となった6軒の茶屋（元は民家だが旅人のために軒先で茶を出し始めた）の他、藩主の休憩所である駕籠建場（藩主の駕籠を降ろして休憩する場所）があった。現在では、山口県文書館に残されている「山口一の坂御建場差図」を元に、平成22年（2010年）に一の坂駕籠建場や石垣・石畳などが復元された[14]。

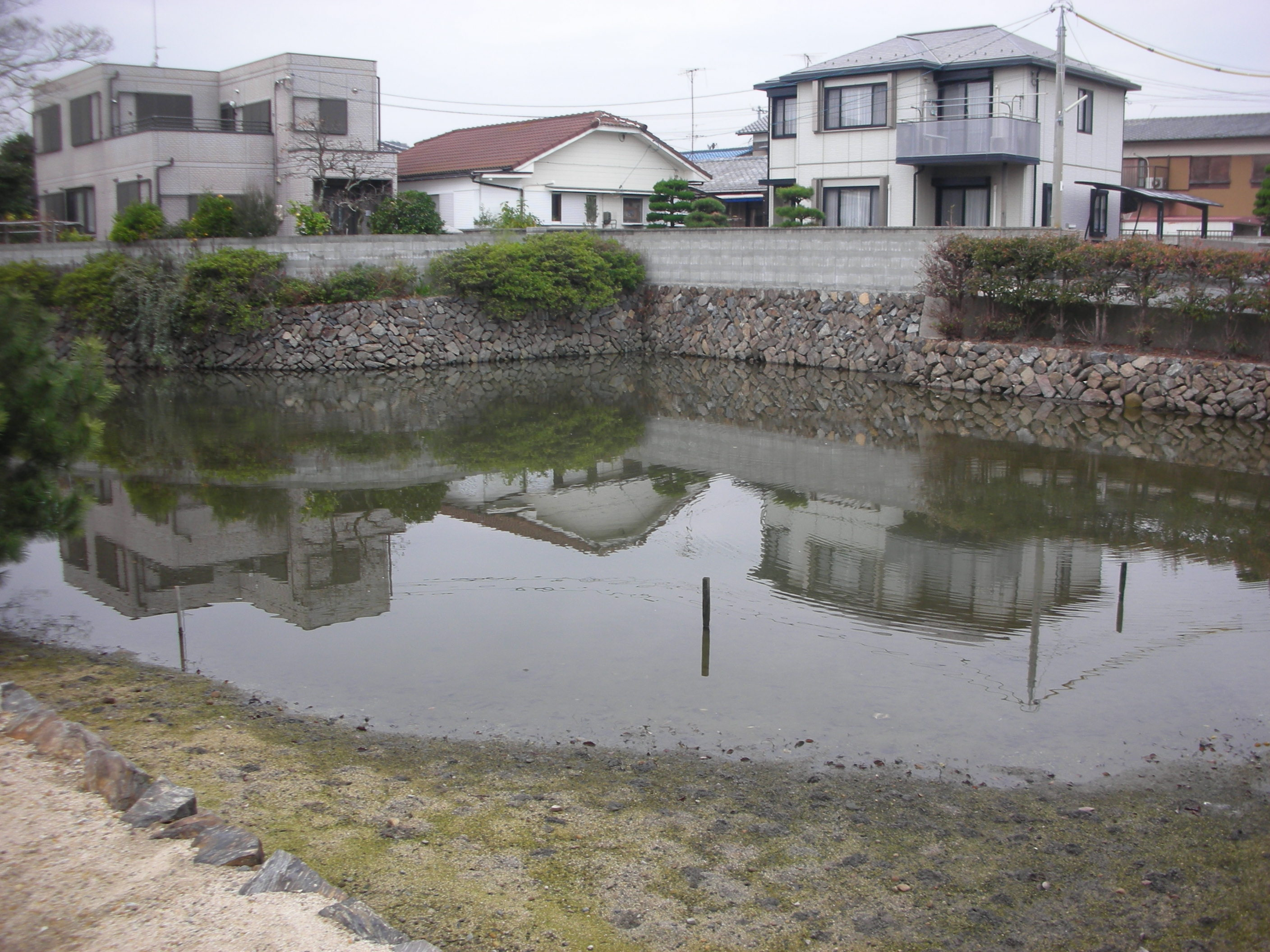
三田尻御舟倉跡

### 防府市
- 宮市本陣兄部家：寛永19年（1642年）から明治時代にかけて本陣を務めた旅館。西国大名や幕府の上級役人が宿泊した。平成元年（1989年）に「萩往還」の関連遺跡として国の史跡に指定。平成24年（2012年）に表門や庭などが追加指定された[15][16]。周防国合物商の長職であった兄部家によって建てられ、寛政6年（1789年）の大火で類焼した後に再建。平成23年（2011年）に出火し、再び焼失した。現在は調査・記録事業が行われており、表門など一部施設を除いて見学不可となっている。

- 三田尻御茶屋跡：第2代藩主の毛利綱広によって建てられ、参勤交代や領内巡視の際に藩主の宿舎として用いられた長州藩の公館。萩を出発した藩主は、三田尻からは海路で江戸に向かう[17]ため、萩往還の終点となる。平成元年（1989年）に「萩往還」の関連遺跡として国の史跡に指定（指定名称は「三田尻御茶屋旧構内」）。

- 御舟倉跡：戦国時代に活躍した毛利水軍が、慶長16年（1611年）に御船手組として新たに本拠地とした場所。御座船を始めとする軍船などの停泊・修理・建造ができる設備が備えられていたが、明治時代に御舟倉が廃止されたため、通堀とその水路の一部のみが現存している。平成元年（1989年）に「萩往還」の関連遺跡として国の史跡に指定。平成24年（2012年）に水面部分が追加指定された[18]